# Студія 60 на Сансет-Стрип
«Сту́дія 60 на Са́нсет Стрип» — номінований на премію «Еммі» американський серіал, що розповсюджується телекомпанією NBC.
Його дія відбуівається за лаштунками прямоефірного комедійного шоу, яке має назву «Студія 60 на Сансет Стрип», чий формат подібний до продукованого NBC шоу Saturday Night Live. Вигадане шоу очолюють головний сценарист Мет Елбі (Метью Перрі) та продюсер і режисер Денні Трип (Бредлі Вітфорд).
Створене Аароном Соркіном і режисером Томасом Шламме, шоу вперше вийшло в ефір 18 вересня, 2006. Останній епізод серіалу було продемонстровано 28 червня, 2007.

### Офіційний сайт
- США: NBC

### Unofficial sites
- Студія 60 на Сансет Стрип [Архівовано 25 червня 2007 у Wayback Machine.] на IMDb.com [Архівовано 25 листопада 2014 у Wayback Machine.]
- Студія 60 на Сансет Стрип [Архівовано 1 вересня 2006 у Wayback Machine.] на TVGuide.com [Архівовано 30 червня 2008 у Wayback Machine.]
- Студія 60 на Сансет Стрип [Архівовано 13 грудня 2006 у Wayback Machine.] на BuddyTV [Архівовано 28 серпня 2011 у Wayback Machine.]
- Рецензія в New Yorker
- Форум Студії 60 на NBC

### Подкасти
- Аарон Соркін, своїми словами. TV Barn. 21 січня 2007. Архів оригіналу за 21 лютого 2007. Процитовано 28 липня 2007.

### Відео
- Трейлер NBC на YouTube [Архівовано 30 квітня 2007 у Wayback Machine.]
- Відео на TVGuide.com

### Сценарій
- Рання чернетка пілотного сценарію Студії 60

### Українські субтитри
- Переклад Студії 60

1. ↑  http://dbpedia.org/resource/Studio_60_on_the_Sunset_Strip